# Stepan Bakhaïev
Stepan Antonovitch Bakhaïev (en russe : Степан Антонович Бахаев) est un aviateur soviétique, né le 2 février 1922 et décédé le 5 juillet 1995. Pilote de chasse et as de la Seconde Guerre mondiale et de la guerre de Corée, il fut distingué par le titre de Héros de l'Union soviétique.

## Carrière
Né le 2 février 1922 né dans le village de Dvouretchki (Двуречки), dans l'actuelle oblast de Lipetsk. Il prit ses premiers cours de pilotage dans l'aéroclub de Lipetsk puis rejoignit les rangs de l’Armée rouge en 1941. Il fut breveté pilote au collège militaire de l'Air de Briansk, en 1943, avant de rejoindre le front dans une unité de chasse et y obtenir 3 victoires homologuées.
À l'issue de la Seconde Guerre mondiale il demeura dans l'armée et servit, en tant que capitaine (kapitan) au 523e régiment de chasse aérienne (523.IAP) basé en Sibérie orientale. Le 26 décembre 1950, en compagnie du lieutenant (starchi leïtenant) N. Kotov, il abattit un appareil de reconnaissance RB-29 (en) qui avait pénétré l'espace aérien soviétique.
Au printemps 1951, son régiment fut envoyé en Corée du Nord. D'avril 1951 à février 1952, il remporta 11 victoires homologuées au cours de 166 missions de guerre effectuées sur Mig-15.
Promu au grade de commandant (major), il prit sa retraite en 1959. Il est décédé le 5 juillet 1995 à Bohodoukhiv, en Ukraine.

## Palmarès et décorations

### Tableau de chasse
Stepan Bakhaïev est crédité de 15 victoires homologuées, dont 3 entre 1943 et 1945 et 12 obtenues, de 1950 à 1952, au cours de plus de 167 missions de guerre.

### Décorations
- Héros de l'Union soviétique le 13 novembre 1951 (médaille no 9288)
- Ordre de Lénine (no 198710)
- Quatre fois décoré de l'ordre du Drapeau rouge
- Ordre de la Guerre Patriotique de 1re et 2e classe
- Deux fois décoré de l'ordre de l'Étoile rouge